# Chinese Taipei Open 2008
Die Chinese Taipei Open 2008 im Badminton fanden in Neu-Taipeh vom 9. bis 14. September 2008 statt.

## Austragungsort
- Xinzhuang Gymnasium, Xinzhuang

## Sieger und Platzierte
| Disziplin    | Gold                                 | Silber                         | Bronze                                      |
| ------------ | ------------------------------------ | ------------------------------ | ------------------------------------------- |
| Herreneinzel | Simon Santoso                        | Roslin Hashim                  | Eric Pang                                   |
| Herreneinzel | Simon Santoso                        | Roslin Hashim                  | Nguyễn Tiến Minh                            |
| Dameneinzel  | Saina Nehwal                         | Lydia Cheah Li Ya              | Yao Jie                                     |
| Dameneinzel  | Saina Nehwal                         | Lydia Cheah Li Ya              | Pia Zebadiah                                |
| Herrendoppel | Mathias Boe Carsten Mogensen         | Tony Gunawan Candra Wijaya     | Razif Abdul Latif Tan Wee Kiong             |
| Herrendoppel | Mathias Boe Carsten Mogensen         | Tony Gunawan Candra Wijaya     | Hoon Thien How Ong Soon Hock                |
| Damendoppel  | Cheng Wen-hsing Chien Yu-chin        | Rani Mundiasti Jo Novita       | Yasuyo Imabeppu Shizuka Matsuo              |
| Damendoppel  | Cheng Wen-hsing Chien Yu-chin        | Rani Mundiasti Jo Novita       | Shinta Mulia Sari Yao Lei                   |
| Mixed        | Devin Lahardi Fitriawan Lita Nurlita | Fang Chieh-min Cheng Wen-hsing | Wang Chia-min Wang Pei-rong                 |
| Mixed        | Devin Lahardi Fitriawan Lita Nurlita | Fang Chieh-min Cheng Wen-hsing | Joachim Fischer Nielsen Christinna Pedersen |

## Finalergebnisse
| Disziplin    | Sieger                               | Finalist                       | Ergebnis            |
| ------------ | ------------------------------------ | ------------------------------ | ------------------- |
| Herreneinzel | Simon Santoso                        | Roslin Hashim                  | 21–18, 13–21, 21–10 |
| Dameneinzel  | Saina Nehwal                         | Lydia Cheah Li Ya              | 21–8, 21–19         |
| Herrendoppel | Mathias Boe Carsten Mogensen         | Candra Wijaya Tony Gunawan     | 22–20, 21–14        |
| Damendoppel  | Chien Yu-chin Cheng Wen-hsing        | Rani Mundiasti Jo Novita       | 21–16, 21–17        |
| Mixed        | Devin Lahardi Fitriawan Lita Nurlita | Fang Chieh-min Cheng Wen-hsing | 14–21, 21–11, 21–19 |